# 4108 Rakos
4108 Rakos eller 3439 T-3 är en asteroid i huvudbältet som upptäcktes den 16 oktober 1977 av den nederländsk-amerikanske astronomen Tom Gehrels och det nederländska astronomparet Ingrid van Houten-Groeneveld och Cornelis Johannes van Houten vid Palomar-observatoriet. Den är uppkallad efter den österrikiske astronomen Karl D. Rakos.
Asteroiden har en diameter på ungefär 10 kilometer.